# Lutumidomus
Genre
Lutumidomus est un genre de copépodes de la famille des Rhynchomolgidae.

## Distribution
Les espèces de ce genre se rencontre dans la mer Jaune en Corée du Sud et dans le golfe du Bengale en Inde.
Les espèces de ce genre sont associées à des anémones de mer ou des cérianthaires.

## Liste des espèces
Selon World Register of Marine Species (20 décembre 2017) :
- Lutumidomus panikkari (Gnanamuthu, 1955)
- Lutumidomus parvus Kim I.H., 2006
- Lutumidomus tertius (Kim I.H., 2000)

## Publication originale
- Kim, 2006 : Polecilostomatoid copepods (Rhynchomolgidae) associated with sea anemones (Actiniaria) from Korea. Integrative Biosciences, vol. 10, no 3, p. 145-161.